# Sherborne Abbey

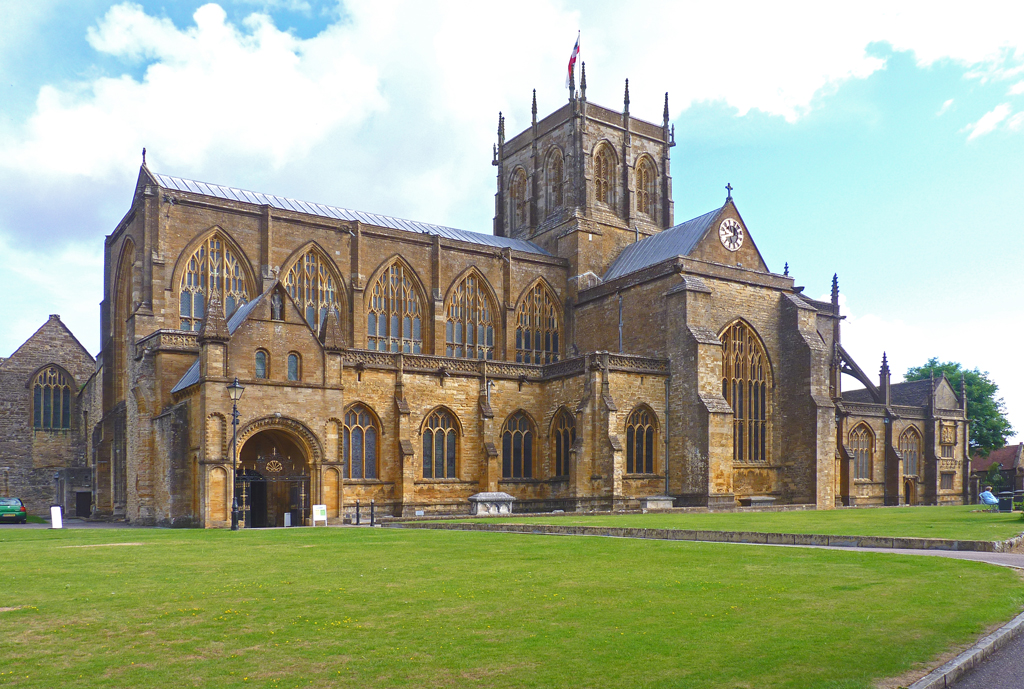
Sherborne Abbey

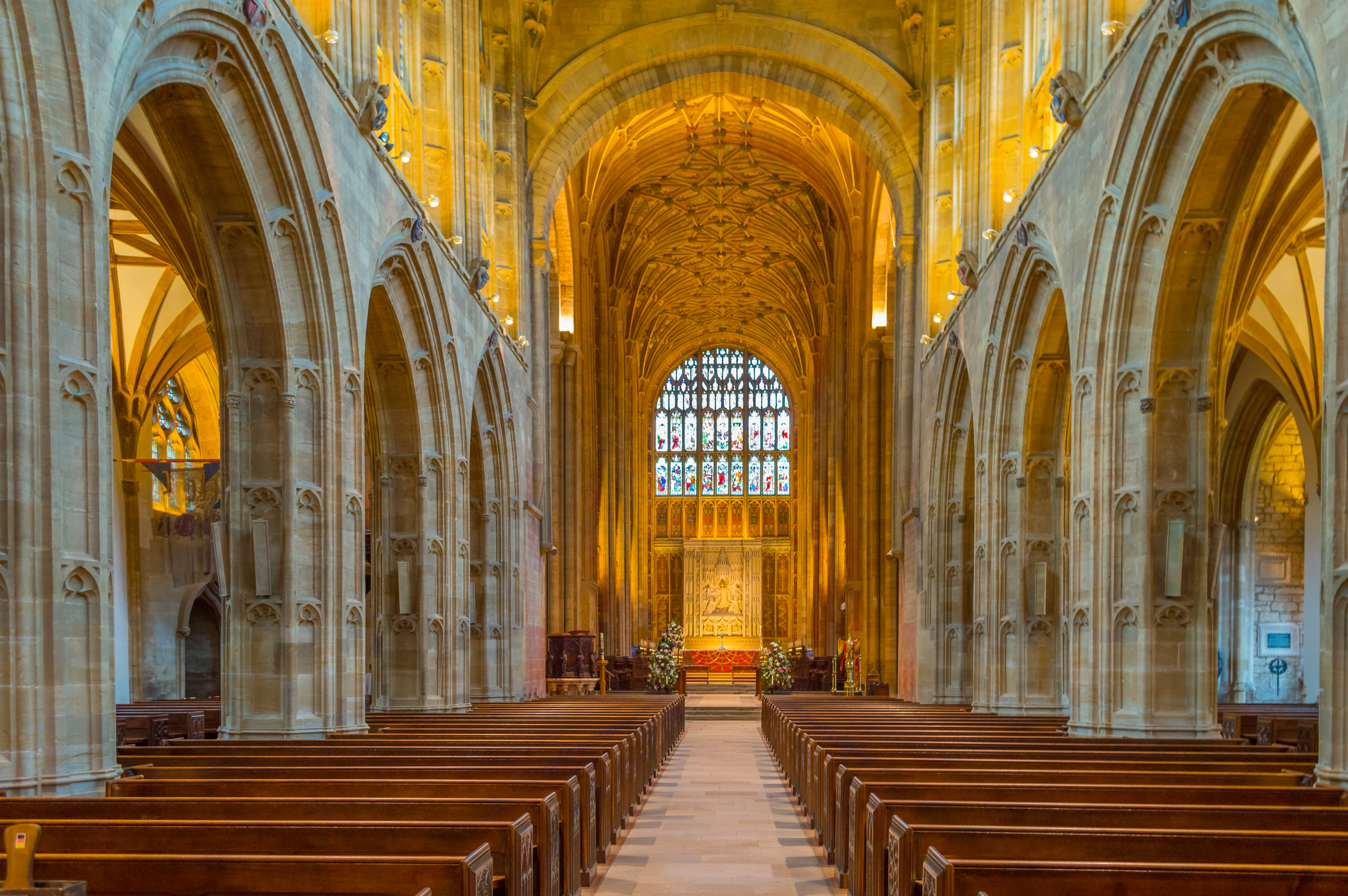
Langhaus und Chor

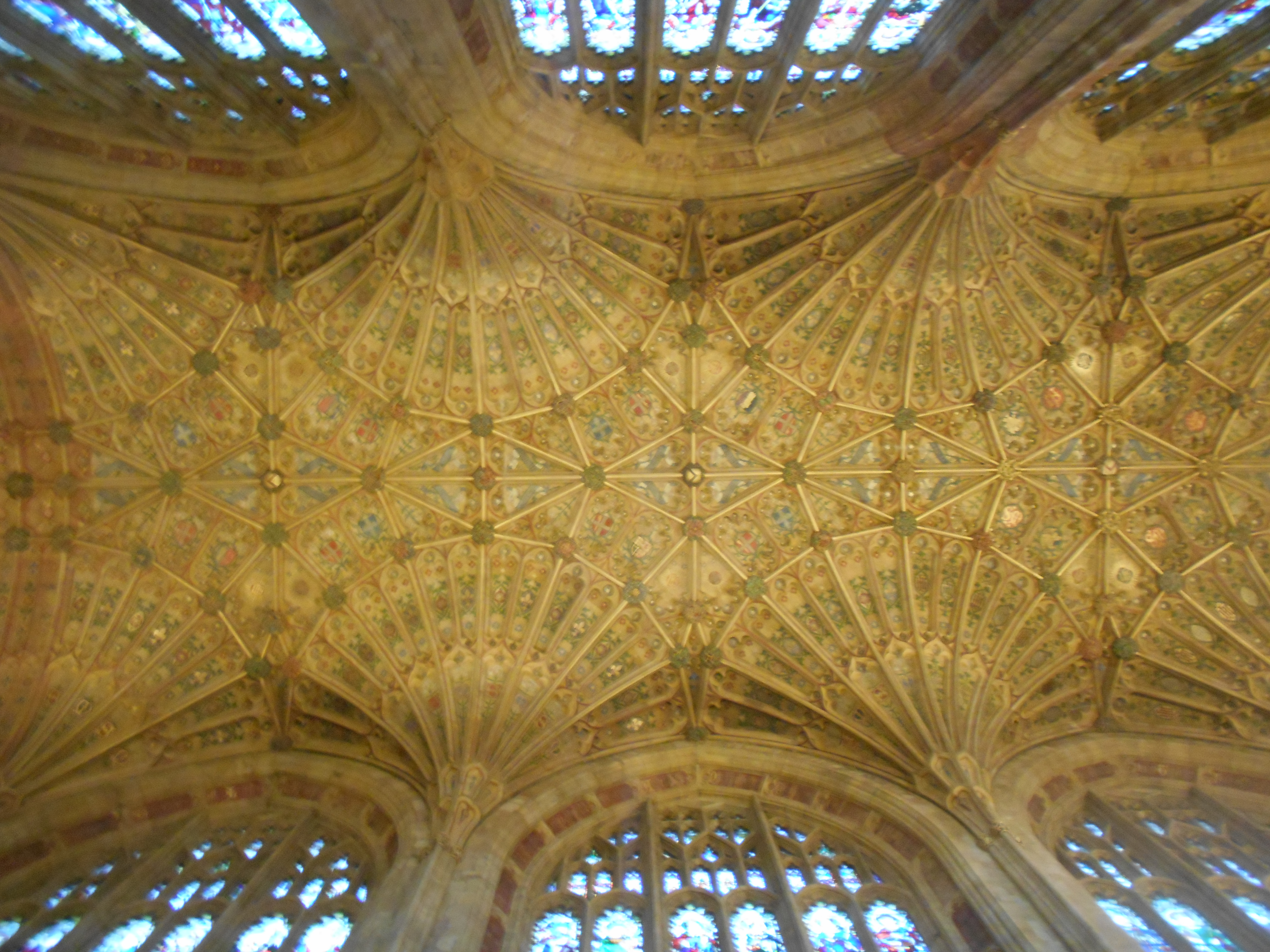
Fächergewölbe im Chor

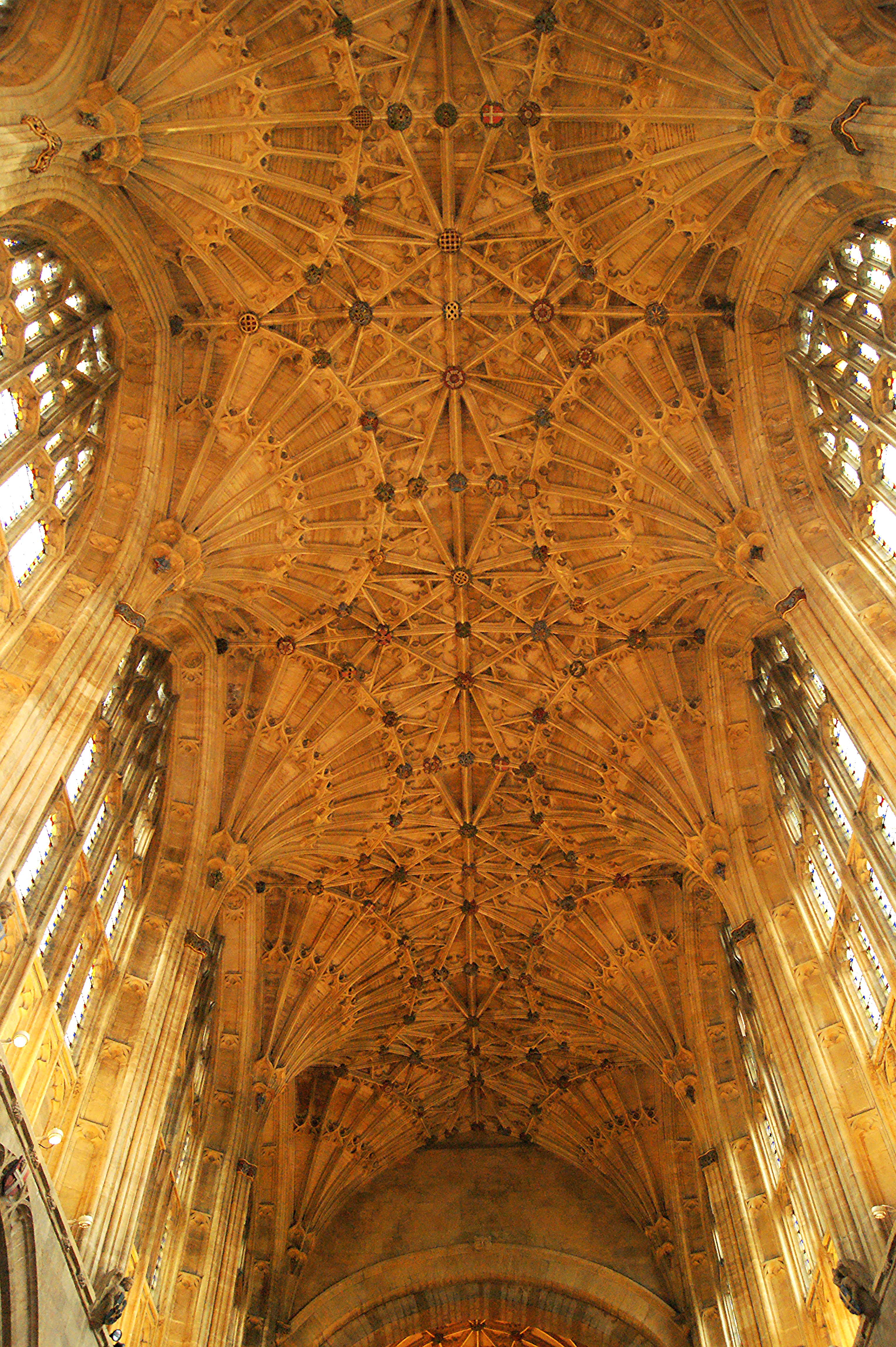
Fächergewölbe im Langhaus

Die heute der Church of England zugeordnete Sherborne Abbey war eine der Jungfrau Maria geweihte spätmittelalterliche Abtei in der Kleinstadt Sherborne in der Grafschaft (county) Dorset im Südwesten Englands; sie ist als Grade-I-Bauwerk eingestuft und gehört zum Major Churches Network.

## Lage
Die etwa 9000 Einwohner zählende Kleinstadt Sherborne liegt am River Yeo und ist etwa 190 km (Fahrtstrecke) in südwestlicher Richtung von London entfernt; die Hafenstadt Bristol liegt etwa 65 km nördlich. Die ehemalige Abteikirche liegt am südlichen Rand der Altstadt.

## Geschichte
Die Ursprünge der Kirche reichen mindestens bis ins 8. Jahrhundert zurück, ab dem Jahr 705 war sie eine angelsächsische Kathedrale zunächst unter dem Bischof Aldhelm von Sherborne, der jedoch – wie auch seine Nachfolger – weiterhin Abt von Malmesbury blieb. Bischof Wulfsige III. gründete im Jahr 998 ein Benediktinerkloster und wurde dessen erster Abt. Um das Jahr 1050 gründete Bischof Ælfwald II. eine neue Kirche, doch nur wenige Jahre später (1058) gründete Bischof Hermann ein neues Bistum in Old Sarum, auf das ab 1075 auch die Bischofswürde von Sherborne überging. Um das Jahr 1130 gründete Bischof Roger von Salisbury (auch bekannt als Roger von Caen) eine neue Klosterkirche im anglo-normannischen Stil, die um 1180 vollendet war. In den Jahren zwischen 1380 und 1500 entstand eine völlig neue Kirche in gotischen Stilformen (v. a. im Perpendicular Style). Im Zuge der Auflösung der englischen Klöster unter Heinrich VIII. blieb sie als Pfarrkirche erhalten. Um die Mitte des 19. Jahrhunderts wurde der Kirchenbau einer gründlichen Restaurierung unterzogen.

## Architektur
Die von einem gedrungen wirkenden Vierungsturm überhöhte Kirche ist dreischiffig und im Aufriss basilikal; überdies verfügt sie über ein Querhaus. Alle drei Schiffe sind gewölbt, wobei die Fächergewölbe (fan vaults) im Chor besondere Beachtung verdienen, denn sie gelten – nach denen im Kreuzgang der etwa 150 km nördlich gelegenen Kathedrale von Gloucester – als die frühesten in England; diejenigen des Langhauses sind ungefähr 60 Jahre jünger.

## Ausstattung
Neben den Gewölben mit ihren Schlusssteinen ist das Chorgestühl (choir stalls) mit seinen Miserikordien besonders zu erwähnen; eine Szene zeigt die körperliche Züchtigung eines unaufmerksamen Schülers durch den Lehrer, eine andere eine ihren Mann züchtigende Ehefrau, doch auch viele andere Darstellungen sind von hoher kunsthandwerklicher Qualität. Das Grabmal mit den betenden Liegefiguren von John und Joan Leweston stammt aus dem Jahr 1584. Die Altarrückwand (reredos) ist ein Werk des 19. Jahrhunderts.